# Сулу (архипелаг)
Архипелаг Су́лу — группа небольших островов в составе Филиппинских островов, относящихся к республике Филиппины. Расположены цепочкой между островом Минданао (Филиппины) и Калимантан (Малайзия), между 119 и 123 градусами в. д., и 4 и 7 градусами с. ш. Протяженность архипелага с ЮЗ на СВ — около 1680 км. Площадь — 4068 км², Население — 1 378 162 человек (2010).

## География
В состав архипелага входят три самых крупных острова — Басилан, Холо и Тави-Тави, и мелкие островные группы — Сибуту, Пангутаран, Тавитави, Тапул, Самалес, Пилас. Архипелаг отделён от Минданао проливом Басилан, от Калимантана — проливом Алис. С севера острова омываются морем Сулу, с юга — морем Сулавеси.

## Население
Архипелаг заселён народами группы моро, то есть филиппинцами, принявшими ислам в период Средних веков. Исторически эти острова входили в султанат Сулу. Это народы сулу и самаль, таусог и яканы. Кроме островов Сулу они живут на юго-западном побережье о. Минданао.

## Административное деление
Административно архипелаг делится на три провинции:
- Басилан на о. Басилан (центр Исабела) — 293 322 чел.
- Сулу на о. Холо (центр город Холо) — 718 290 чел.
- Тави-Тави (центр Бонгао) — 366 550 чел.

## Экономика
В экономическом отношении район островов Сулу развит слабее других провинций, здесь представлено разведение риса и кокосовой пальмы. Из отраслей промышленности в г. Басилан развиты швейная и пищевая.